# Neila de San Miguel
Neila de San Miguel és un municipi de la província d'Àvila, a la comunitat autònoma de Castella i Lleó. Limita al nord amb Sorihuela i Medinilla, al sud amb San Bartolomé de Béjar i a l'est amb Becedas.